# Atletika na Letních olympijských hrách 2000 – 200 metrů ženy
Běh na 200 metrů žen na Letních olympijských hrách 2000 se uskutečnil ve dnech 27. září a 28. září na Olympijském stadionu v Sydney. 

## Výsledky finálového běhu
| *                | jméno                    | země                   | čas   |
| ---------------- | ------------------------ | ---------------------- | ----- |
| Zlatá medaile    | Pauline Davisová         | Bahamy                 | 22,27 |
| Stříbrná medaile | Susanthika Jayasingheová | Srí Lanka              | 22,28 |
| Bronzová medaile | Beverly McDonaldová      | Jamajka                | 22,35 |
| 4                | Debbie Fergusonová       | Bahamy                 | 22,37 |
| 5                | Melinda Gainsfordová     | Austrálie              | 22,42 |
| 6                | Cathy Freemanová         | Austrálie              | 22,53 |
| 7                | Žanna Pintusevyčová      | Ukrajina               | 22,66 |
| DQ               | Marion Jonesová          | Spojené státy americké | 21,84 |